# Kwaidan: Stories and Studies of Strange Things
Kwaidan: Stories and Studies of Strange Things (Kwaidan. Storie e studi di cose strane, spesso abbreviato in Kwaidan) è un libro di Lafcadio Hearn che presenta parecchie storie giapponesi di fantasmi ed un breve studio sugli insetti. Fu usato in seguito come base per un film intitolato Kwaidan di Masaki Kobayashi nel 1965.
Kaidan (怪談?) o kwaidan è un termine giapponese per "storia di fantasmi".

## Storie
Hearn dichiara nella sua introduzione alla prima edizione del libro, che scrisse il 20 gennaio 1904, poco prima della sua morte, che la maggior parte di queste storie erano tradotte da vecchi testi giapponesi (probabilmente con l'aiuto di sua moglie, Setsu Koizumi). Egli afferma anche che una delle storie — Yuki-onna — gli fu raccontata da un agricoltore della Provincia di Musashi, e che la sua, per quanto fosse a sua conoscenza, ne era la prima trascrizione. Riki-Baka è basata su una delle esperienze personali di Hearn. Sebbene non lo dichiari nella sua introduzione, Hi-Mawari — tra le ultime narrazioni del volume — sembra essere un ricordo di un'esperienza della sua infanzia (differenziandosi da quasi tutte le altre, è scritta in prima persona e ambientata nel Galles rurale).
- La storia di Mimi-nashi Hōichi
- Oshidori
- La storia di O-Tei
- Ubazakura
- Diplomazia
- Di uno specchio e di una campana
- Jikininki
- Mujina
- Rokurokubi
- Un segreto morto
- Yuki-onna
- La storia di Aoyagi
- Jiu-Roku-Zakura
- Il sogno di Akinosuke
- Riki-Baka
- Hi-Mawari
- Hōrai

## Studi di insetti
Nell'ultima metà del libro, Hearn presenta raccolte di superstizioni cinesi/giapponesi ed i suoi personali pensieri su vari membri del mondo degli insetti. 
- Farfalle: personificazione dell'anima umana.
- Zanzare: reincarnazione karmica di persone avide o gelose sotto forma di Jiki-ketsu-gaki o "preta che bevono sangue".
- Formiche: superiori al genere umano in termini di castità, etica, struttura sociale, longevità ed evoluzione.

## Traduzioni italiane
- Kwaidan :  racconti strani, trad. di Bartolomeo Balbi, Venezia, L'estremo Oriente, 1923; poi Racconti strani, Roma, De Carlo, Consorzio Editoriale Italiano, 1943
- Kwaidan : storie di spettri giapponesi, a cura di Attilio Brilli, Milano, Il saggiatore, 1983